# Proctacanthus nearno
Proctacanthus nearno är en tvåvingeart som beskrevs av Martin 1962. Proctacanthus nearno ingår i släktet Proctacanthus och familjen rovflugor. Inga underarter finns listade i Catalogue of Life.